# Martincourt (Meurthe-et-Moselle)
Martincourt ist eine französische Gemeinde mit 91 Einwohnern (Stand: 1. Januar 2022) im Département Meurthe-et-Moselle in der Region Grand Est (vor 2016: Lothringen). Sie gehört zum Arrondissement Nancy (bis 2022: Arrondissement Toul) und ist Mitglied im Gemeindeverband Communauté de communes du Bassin de Pont-à-Mousson. Die Einwohner werden Martincourtois und Martincourtoises genannt.

## Geografie
Martincourt liegt etwa 24 Kilometer nordwestlich von Nancy und etwa 20 Kilometer nordnordöstlich von Toul im Regionalen Naturpark Lothringen. Umgeben wird Martincourt von den Nachbargemeinden Mamey im Norden, Montauville und Jezainville im Nordosten, Gézoncourt im Osten, Domèvre-en-Haye im Süden, Manonville im Südwesten und Westen sowie Lironville im Nordwesten. 
Die Gemeinde liegt oberhalb des Esch, einem Nebenfluss der Mosel. Der Landstrich nennt sich Petite Suisse Lorraine, weil die Landschaft an die der Schweiz erinnert. 59 % der Fläche der Gemeinde wird landwirtschaftlich genutzt, etwa 37 % ist bewaldet (vor allem entlang des Flusstals). Martincourt liegt fernab von größeren Verkehrsachsen. Die Route départementale D 106 verbindet die Gemeinde mit den Nachbargemeinden Mamey im Norden und Gézoncourt im Osten.
Der Fernwanderweg GR 5 von Schengen (Luxemburg) nach Nizza durchquert das Gemeindegebiet.

## Bevölkerungsentwicklung

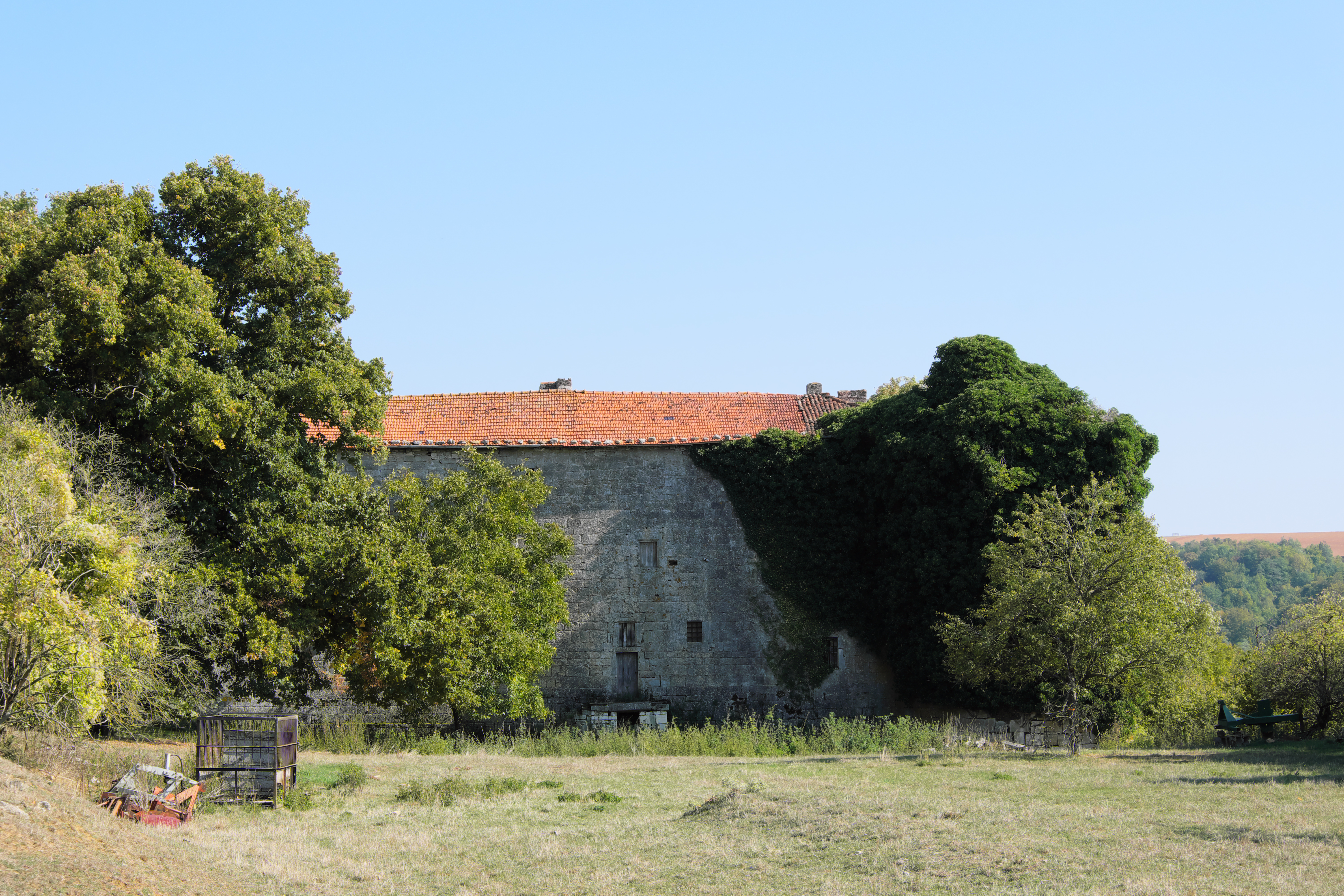
Burg Pierrefort

| Jahr                       | 1962 | 1968 | 1975 | 1982 | 1990 | 1999 | 2006 | 2019 |
| Einwohner                  | 87   | 92   | 77   | 87   | 85   | 76   | 75   | 94   |
| Quellen: Cassini und INSEE |      |      |      |      |      |      |      |      |

## Sehenswürdigkeiten
- Kirche Saint-Jean-Baptiste, nach 1944 wieder errichtet
- Burg Pierrefort aus 1306, seit 1862 als Monument historique klassifiziert